# Crocidophora
Crocidophora é um gênero de mariposa pertencente à família Crambidae.